# Benjamin Kogo
Pour les articles homonymes, voir Kogo.
Benjamin Kogo, né à Arwos le 30 novembre 1944 et mort le 20 janvier 2022 est athlète kenyan, qui courait surtout sur 3 000 m steeple.

## Biographie
Il a participé aux Jeux olympiques d'été de 1964, mais ne s'est pas qualifié pour la finale. Quatre ans plus tard, il remporta l'argent sur cette même distance, derrière son compatriote Amos Biwott.
Il a également remporté une médaille d'or aux premiers jeux panafricains et une médaille de bronze aux jeux du Commonwealth.

## Palmarès

### Jeux olympiques d'été
- Jeux olympiques d'été de 1964 à Tokyo ( Japon)
  - éliminé en qualifications sur 3 000 m steeple
- Jeux olympiques d'été de 1968 à Mexico ( Mexique)
  -  Médaille d'argent sur 3 000 m steeple

### Jeux de l'Empire britannique et du Commonwealth
- Jeux de l'Empire britannique et du Commonwealth de 1966 à Kingston ( Jamaïque)
  - 13e sur 3 miles
  -  Médaille de bronze sur 3 000 m steeple

### Jeux du Commonwealth britannique
- Jeux du Commonwealth britannique de 1970 à Édimbourg ( Écosse)
  - 6e sur 3 000 m steeple

### Jeux panafricains
- Jeux panafricains de 1965 à Brazzaville ( Congo-Brazzaville)
  -  Médaille d'or sur 3 000 m steeple